# Симоненко Іван Олександрович
Іван Олександрович Симоненко (22 травня 1943, Іванків — червень 2007) — радянський і український актор та кінорежисер. Член Національної Спілки кінематографістів України.

## Біографія
Народ. 22 травня 1943 р. у с. Іванків Бориспільського району Київської області в родині селянина. Закінчив акторський (1965) і режисерський факультети Київського державного інституту театрального мистецтва ім. І.Карпенка-Карого.
Був актором, в 1962 році дебютував у кіно у фільмі «Здрастуй, Гнате!».
З 1977 р. — режисер двох фільмів Київської кіностудії ім. О. П. Довженка.
Помер на 65-му році життя в червні 2007 року.

## Фільмографія
Режисер-постановник:
- «Весь світ в очах твоїх…» (1977, у співавт.)
- «Подолання» (1982, у співавт.)

Знявся у стрічках:
- «Здрастуй, Гнате!» (1962, Петруха)
- «Гадюка» (1965, епіз.)
- «В пастці» (1966, Петро)
- «Бур'ян» (1966)
- «Весільні дзвони» (1967, епіз.)
- «Дума про Британку» (1969, епіз.)
- «Поштовий роман» (1969, епіз.)
- «Ад'ютант його високоповажності» (1969, кочегар)
- «Між високими хлібами» (1970, Семенюта)
- «Родина Коцюбинських» (Андрій)
- «Хліб і сіль» (1970, Григорій)
- «Ніна» (1971, Федір),
- «Довга дорога в короткий день» (Рудий),
- «Важкі поверхи» (1974, водій),
- «Щовечора після роботи» (1973, Синиця),
- «Юркові світанки» (Оверченко)
- «Схованка біля Червоних каменів» (1972, міліціонер)
- «Ви Петька не бачили?» (1975, епіз.)
- «Дума про Ковпака» (1973—1976, Вєтров)
- «Талант» (1977, конструктор)
- «Кармелюк» (1985, епіз.)
- «Дорога на Січ» (1994, епіз.) та ін.

## Нагороди[3]
- Головний приз фестивалю, приз глядацьких симпатій фільму «Весь світ в очах твоїх…» (1977) — на Республіканському кінофестивалі у Кременчуці, 1978 р.
- Дипломи Станіславу Клименку та Івану Симоненку за режисерський дебют в фільмі «Весь світ в очах твоїх…» (1977) — на кінофестивалі «Молодість — 78».